# Talpa europaea
La talpa (Talpa europaea Linnaeus, 1758) è un mammifero soricomorfo appartenente alla famiglia dei Talpidi.

## Tassonomia
Se ne conoscono 3 sottospecie:
- Talpa europaea europaea
- Talpa europaea cinerea
- Talpa europaea velessiensis

## Distribuzione e habitat
Il suo areale è il più ampio tra tutte le specie del genere: è presente in buona parte dell'Europa, dalla Gran Bretagna e dalla Svezia meridionale, spingendosi a sud fino alla parte settentrionale delle penisole iberica, italiana e balcanica; è inoltre diffusa in Asia dal Caucaso all'Altaj e alla Mongolia.

In Italia è presente dalle Alpi sino a Marche, Abruzzo,Molise, Umbria e Toscana.

Sulle Alpi è talora simpatrica con la Talpa caeca; in centro Italia il suo areale possiede una ristretta zona di contatto con quello della Talpa romana.

## Descrizione

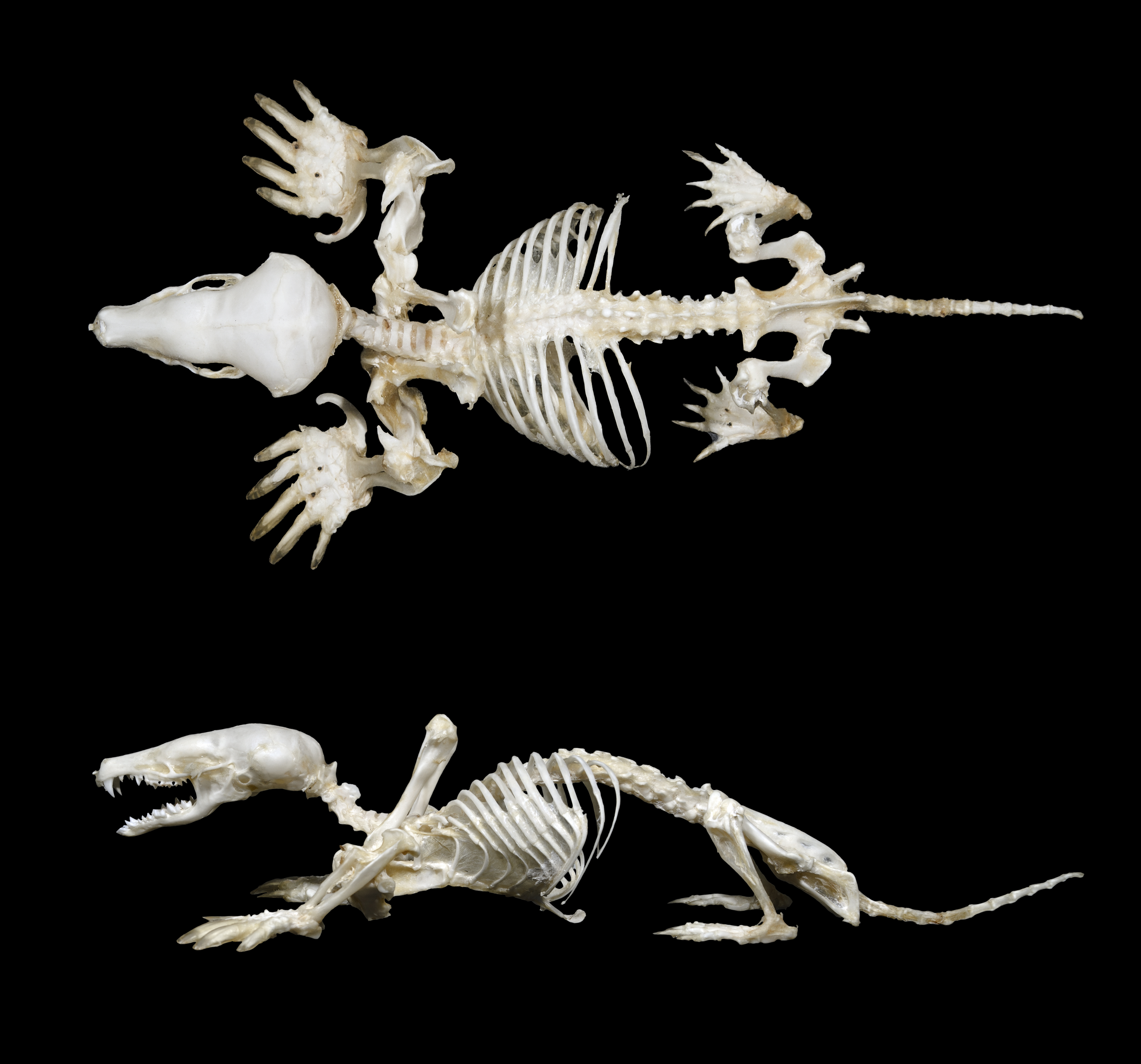
Scheletro

È lunga 14–16 cm esclusa la coda che misura 2,5-3,3 cm. Pesa dai 60 ai 120 g e l'altezza alla spalla è di 4–5 cm. La pelliccia è fine, vellutata e di colore uniforme, prevalentemente nera, talvolta con riflessi marroncini o grigi o azzurrognoli; le orecchie sono invisibili e prive di padiglioni auricolari, mentre la punta del naso è color carne.
Sono molto sviluppate le zampe anteriori, larghe, massicce e munite di unghie corte e molto robuste. La morfologia corporea è particolarmente adatta alla vita sotterranea e allo scavo: occhi e orecchie ben protetti, forma "aerodinamica" con il muso molto appuntito, zampe specializzate per lo scavo. Anche la morbidezza del pelo può essere un adattamento alla vita nelle gallerie, rendendo agevole anche il movimento a ritroso.
La differenziazione dalle altre specie di Talpa presenti in Italia non è semplice: la T. europaea ha in genere dimensioni e peso maggiori rispetto alla Talpa caeca, leggermente inferiori rispetto alla Talpa romana. Si caratterizza, inoltre, per l'assenza di pelo in corrispondenza degli occhi. Un ulteriore carattere distintivo è costituito da un dettaglio della dentatura: il mesostilo dei molari in T. europaea è raramente bifido e, se lo è, risulta comunque più arrotondato di quello della T. romana.

## Biologia
È un animale solitario che trascorre la maggior parte del tempo in un complesso sistema di gallerie sotterranee, alcune più profonde, collocate a 15–25 cm dalla superficie, utilizzate come ripari permanenti, altre più superficiali, quasi al livello del suolo, che utilizzano come terreno di caccia e che possono arrivare a ricoprire una superficie di 600–900 m².

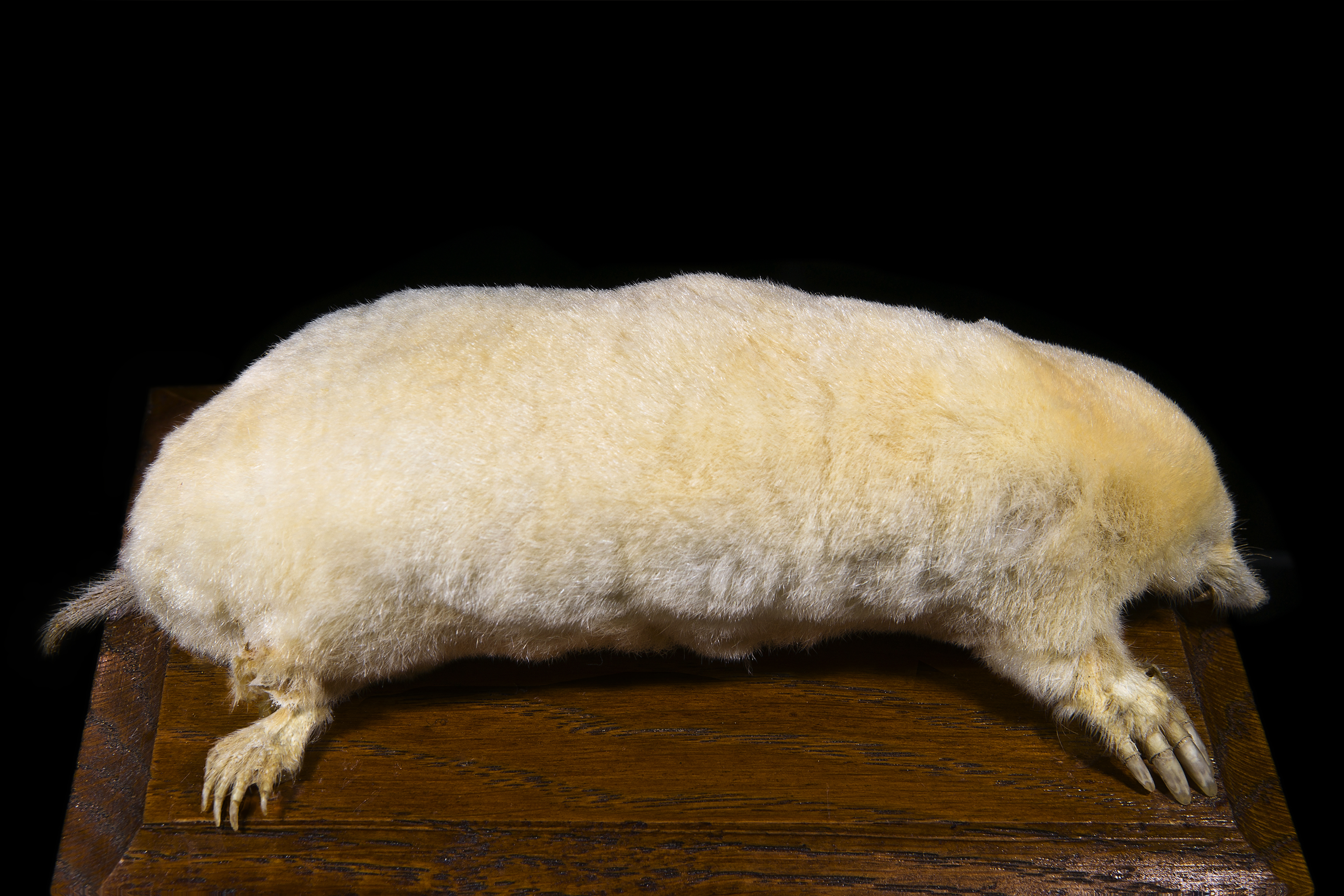
Albino

Ha una vista molto scarsa, ma possiede olfatto e udito estremamente sviluppati. Il senso del tatto è anch'esso molto sviluppato: il muso, le zampe anteriori e la coda sono dotati di sensibili vibrisse, mentre l'estremità del muso è ricca di organi di Eimer, piccoli organuli sensitivi di derivazione epidermica.

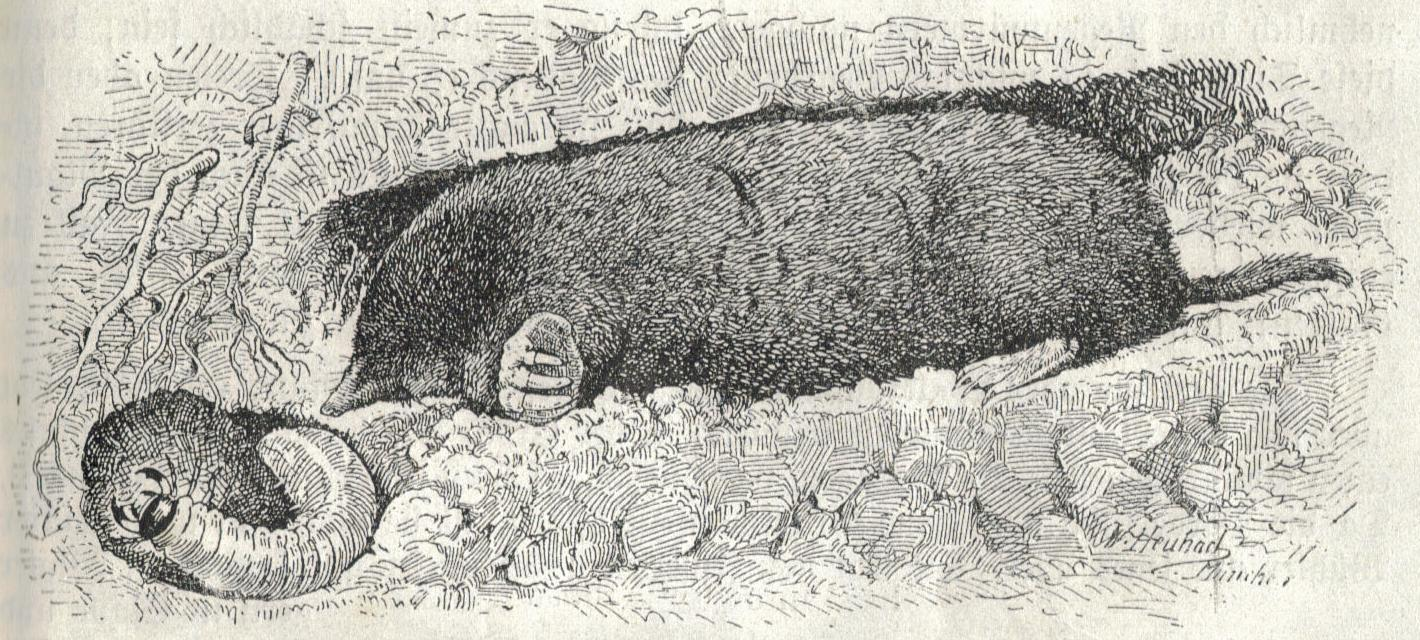

La talpa dorme soltanto 2–3 ore per volta e nel corso delle 24 ore dorme più volte. Non cade in letargo.

### Alimentazione
Si nutre di invertebrati che popolano il sottosuolo: lombrichi (80% della dieta), larve e insetti, lumache, etc.

### Riproduzione
La riproduzione avviene una volta all'anno e, dopo una gestazione di circa 4 settimane, si conclude con la nascita di 4-6 piccoli, che vengono allattati per circa 6 settimane.
L'aspettativa di vita media di una Talpa europaea è di 4-6 anni.

## Rapporti con l'uomo

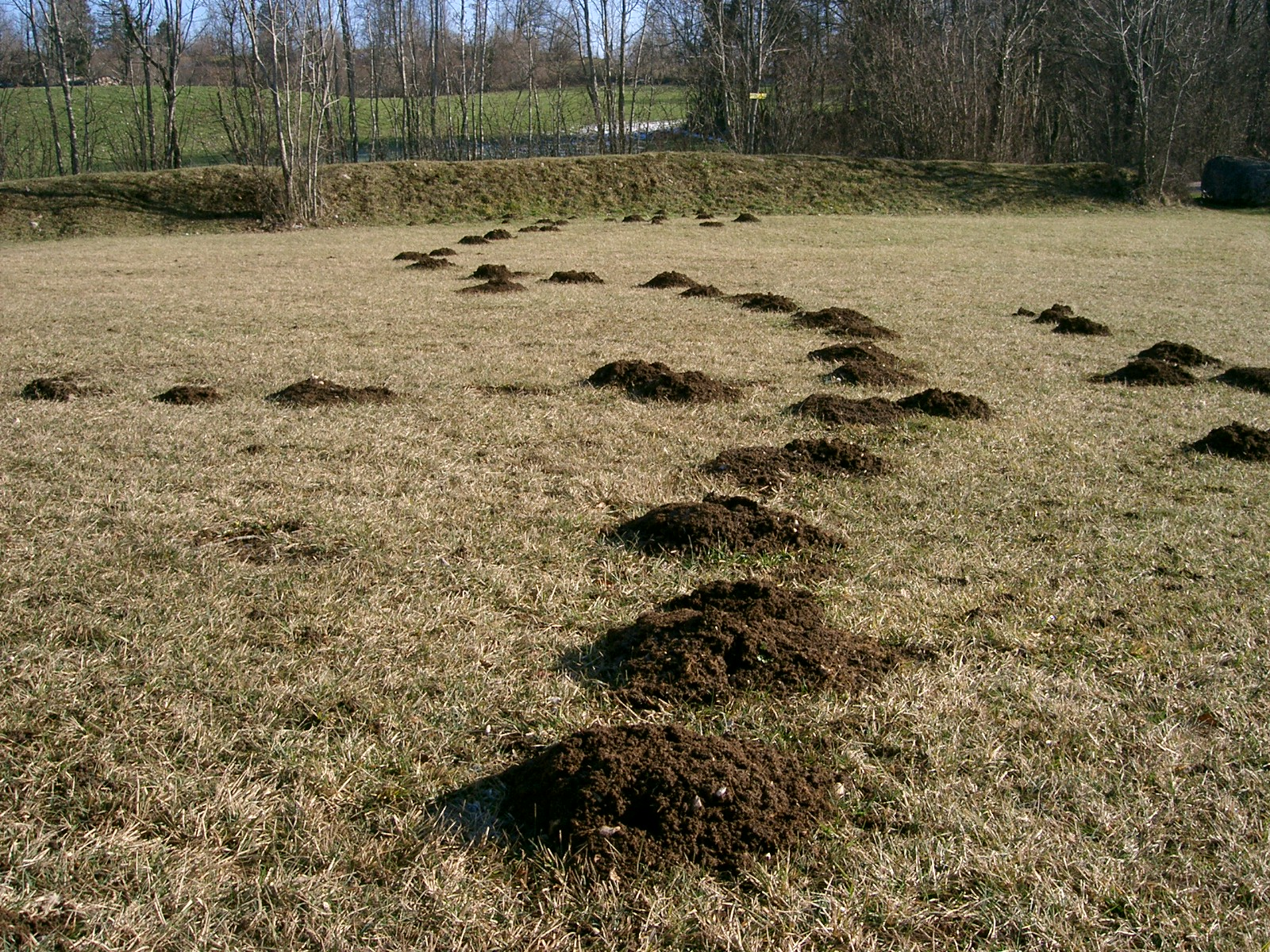
buche provocate dalle talpe

Per la loro abitudine di scavare gallerie, le talpe possono causare danni di tipo estetico a giardini e prati, ma anche danni di rilevanza economica nelle zone agricole.
D'altro canto, l'uomo, per l'intenso uso in agricoltura di insetticidi e prodotti chimici, può costituire una minaccia per le talpe: esse, infatti, per la loro dieta basata principalmente sulla fauna invertebrata sotterranea, tendono a concentrare i prodotti tossici nell'organismo.

## Metodi di lotta incruenti
La talpa è sensibile agli odori e ai rumori, per questo secondo credenze popolari è possibile allontanarla con dei piccoli stratagemmi come per esempio piantare dei bastoni sui quali si pone una bottiglia di plastica vuota rovesciata: grazie al vento verrà prodotto un rumore che allontanerà l'animale. Vi sono però numerosi casi di impianti anti-talpa che hanno dimostrato l'inefficacia di tale tecnica.
È possibile utilizzare dispositivi ad ultrasuoni appositamente progettati per allontanare gli animali, mettere del cotone idrofilo imbevuto di olio essenziale di aglio, menta piperita, menta spica o patchouli all'interno di una buca scavata dalle talpe (così che le talpe si allontanino per via del forte odore), oppure usare trappole a gabbietta che permettono di catturare e successivamente liberare gli animali senza nuocere loro.

## Conservazione
La IUCN red list classifica la Talpa europaea come specie a basso rischio (Least Concern).